# Baie Thibodeau
Baie Thibodeau är en sjö i Kanada.   Den ligger i provinsen Québec, i den sydöstra delen av landet, 400 km norr om huvudstaden Ottawa. Baie Thibodeau ligger 400 meter över havet.
Trakten runt Baie Thibodeau är nära nog obefolkad, med mindre än två invånare per kvadratkilometer.